# Distretto di Tiszafüred
Il distretto di Tiszafüred (in ungherese Tiszafüredi járás) è un distretto dell'Ungheria, situato nella provincia di Jász-Nagykun-Szolnok.